# Vágó Pál (mérnök)
Vágó Pál (Budapest, 1889. május 24. – Buenos Aires, 1982. november 10.) magyar gépészmérnök, közíró, politikus.

## Életpályája
Vágó Péter Pál festőművész és Egert Ilona gyermekeként született evangélikus családban. Piaristáknál végezte középiskoláját. 1911-ben a Magyar Királyi József Műegyetemen gépészmérnöki diplomát szerzett. Ugyanitt 1929-ben műszaki doktori címet védett. Mérnöki állásban dolgozott a budapesti villanyerőműnél (1927–1939), 1942–1944 között a Magyar Optikai Műveknél (MOM).

### Politikai tevékenység
1939–1940 között nyilas programmal országgyűlési képviselő. A Nyilaskeresztes Párt (NYKP) gazdasági szakértője. A Szálasi-kormányban 1944 októberében árkormánybiztos, 1944. november végétől közellátásügyi államtitkár. A nyilas kormányzattal telepedett át 1945 tavaszán Ausztriába, majd kivándorolt Argentínába. 1953–1954 között az Argentin Nemzeti Energia Igazgatóság munkatársa. Politikai nézeteit több cikkben illetve könyvben összefoglalva terjesztette.

## Stabilizátor
A műegyetemen Bánki Donát foglalkozott repülőgépek stabilizálásának problémájával, de az általa alkalmazott műszer nem vált be a gyakorlatban. Vágó az elért tudományos alapok feldolgozását új elgondolás mentén folytatta. Tudta: a pilóták rendszeresen jelezték a tervezőknek, hogy repülés közben folyamatos korrekciókat kell végrehajtaniuk, ami egy idő után igen fáradságos feladat volt számukra. Nappali repülések közben ugyan a terep adott tájékozódási pontokat, ám az éjszakai repülés a biztonság hiánya miatt teljességgel lehetetlenné vált. Olyan berendezésre (műszerre) volt tehát szükség, amely a pilótától függetlenül jelzi, esetleg automatikusan visszaállítja a megfelelő szögtől való eltérést.
1912-ben szerkesztette meg kardanikusan felfüggesztett giroszkópos stabilizátorát, amelynek a kardánkereten lévő csapjai a beálló ferdeség következtében létrejövő nyomaték által hidraulikus szervómotort hoztak működésbe, ami helyreállítja a rendszer stabilitását.
A giroszkópos iránymeghatározásnál meghatározott feltételek között, irányító (giroszkopikus) nyomaték lép fel, amely a giroszkóp forgástengelyét állandóan a meridián síkjába kényszeríti. A kardanikus felfüggesztésű giroszkópnak három, egy pontban metsződő forgástengelye van, ez a metszéspont a giroszkóp felfüggesztési pontja. A forgórész tengelye, amely a giroszkóp főtengelye, a tér minden irányába el tud fordulni, azaz a giroszkóp 3 szabadságfokkal rendelkezik. A 3 szabadságfokú giroszkóp, amelynek felfüggesztési pontja egybeesik a súlypontjával, a főtengely bármely helyzetében megőrzi egyensúlyát.
Találmánya teljes leírását, közel 150 oldalnyi terjedelemben 1914-ben publikálta.

## Írásai
- Munkanélküliség, hitel, országépítés
- A magyar munkaállam.
- A nemzetiszocialista munkaállam alapelvei.

## Szakmai sikerek
- kétszer megkapta a Magyar Mérnök és Építész Egylet Hollán-pályadíját,
- elnyerte a Cserháti-plakettet,

## Külső hivatkozások
- Vágó Pál. kfki.hu. (Hozzáférés: 2014. január 22.)
- Vágó Pál. oszk.hu. (Hozzáférés: 2014. január 22.)
- Vágó Pál. u-szeged.hu. (Hozzáférés: 2014. január 22.)
- Vágó Pál. bme.hu. [2014. február 19-i dátummal az eredetiből archiválva]. (Hozzáférés: 2014. január 22.)